# Hemidictyum
Hemidictyum is een monotypisch geslacht van varens uit de familie Hemidictyaceae.
De enige recente soort in dit geslacht, Hemidictyum marginatum, is inheems in tropisch Midden- en Zuid-Amerika.

## Naamgeving en etymologie
De botanische naam Hemidictyum is een samenstelling van Oudgrieks ἡμι-, hemi- (half-) en δίκτυον, diktuon (net).

## Kenmerken
Aangezien Hemidictyum een monotypisch geslacht is, wordt het volledig beschreven door zijn enige recente vertegenwoordiger, Hemidictyum marginatum (L.) C.Presl (1836). Zie aldaar.